# Torhamn-Hästholmen
Torhamn-Hästholmen este o arie protejată (arie de protecție specială avifaunistică — SPA) din Suedia întinsă pe o suprafață de 1.812 ha, integral pe uscat.

## Localizare
Centrul sitului Torhamn-Hästholmen este situat la coordonatele 56°04′32″N 15°47′16″E / 56.0756°N 15.7879°E.

## Înființare
Situl Torhamn-Hästholmen a fost declarat arie de protecție specială avifaunistică în martie 1996 pentru a proteja 39 de specii de animale.

## Biodiversitate
Situată în ecoregiunile continentală și marină baltică, aria protejată nu include niciun habitat protejat.
La baza desemnării sitului se află mai multe specii protejate de  păsări (39): rață sulițar (Anas acuta), rață lingurar (Anas clypeata), rață pitică (Anas crecca), rață fluierătoare (Anas penelope), rață mare (Anas platyrhynchos), rață pestriță (Anas strepera), gâscă cenușie (Anser anser), fâsă roșiatică (Anthus cervinus), ciuf de câmp (Asio flammeus), rața moțată (Aythya fuligula), Aythya marila, Branta bernicla, Branta leucopsis, Bucephala clangula, Calidris canutus, fugaci mic (Calidris minuta), erete de stuf (Circus aeruginosus), erete vânăt (Circus cyaneus), Cygnus columbianus bewickii, lebădă de iarnă (Cygnus cygnus), șoim de iarnă (Falco columbarius), lișiță (Fulica atra), becațină comună (Gallinago gallinago), scoicar (Haematopus ostralegus), sfrâncioc roșiatic (Lanius collurio), sitar de mal nordic (Limosa lapponica), rață catifelată (Melanitta fusca), Phalacrocorax carbo sinensis, bătăuș (Philomachus pugnax), ploier argintiu (Pluvialis squatarola), ciocântors (Recurvirostra avosetta), eider (Somateria mollissima), chiră mică (Sterna albifrons), pescăriță mare (Sterna caspia), chiră de baltă (Sterna hirundo), Sterna paradisaea, chiră de mare (Sterna sandvicensis), silvie porumbacă (Sylvia nisoria), fluierar de mlaștină (Tringa glareola).